# Laiwangi Wanggameti nationalpark
Laiwangi Wanggameti nationalpark är en nationalpark i Indonesien.   Den ligger i provinsen Nusa Tenggara Timur, i den södra delen av landet, 1 500 km öster om huvudstaden Jakarta. Laiwangi Wanggameti nationalpark ligger 92 meter över havet.